# Pauluskreek
De Pauluskreek is een rivier in het Commewijne district van Suriname. De rivier heeft zijn bron in het Surnaukanaal (vroeger: Surnaukreek), meandert door Commewijne en vloeit in de Suriname. Het Surnaukanaal heeft zijn bron in Surinamerivier, hetgeen betekent dat de Pauluskreek een parallelroute van de Surinamerivier is.

## Geschiedenis
Tijdens het begin van de kolonie Suriname werden langs de Pauluskreek plantages gesticht. De bekendste plantage was het Land van Laarwijk. Oorspronkelijk was de rivier bevaarbaar tot de Surnaukreek. In 1712, tijdens de inval van Jacques Cassard, was de Pauluskreek een van de weinige plekken die gespaard was. In de 19e eeuw werden de meeste plantages verlaten. In de jaren 1850 was er nog maar één plantage over. Een eigenschap van de Pauluskreek zijn de vele ronde meanders.